# (36114) 1999 RA130
1999 RA130 (asteroide 36114) é um asteroide da cintura principal. Possui uma excentricidade de 0.16059640 e uma inclinação de 2.64385º.
Este asteroide foi descoberto no dia 9 de setembro de 1999 por LINEAR em Socorro.